# Krosno
Pour les articles homonymes, voir Krosno (homonymie).
Krosno est une ville de la voïvodie des Basses-Carpates, dans le sud-est de la Pologne. Elle est le chef-lieu du powiat de Krosno sans en faire partie et constitue un powiat-ville. Sa population s'élevait à 46 369 habitants en 2019 (47 307 habitants en 2012).

## Géographie
Krosno est une ville de Pologne située au sud-est du pays, dans la partie sud-ouest de la voïvodie de Basses-Carpates (appartenant aux Carpates orientales). Elle est arrosée par la rivière de Wisłok, dans l’estuaire d’une autre rivière, la Lubatówka.
Selon une division géomorphologique plus stricte, Krosno est située dans la partie centrale de « Doły Jasielsko-Sanockie » dans la vallée de la rivière de Wisłok. Les altitudes de la ville sont comprises entre 252,2 et 330,0 mètres. On peut distinguer deux types de reliefs sur le terrain de Krosno : une vallée, la vallée de Wisłok et un plateau,  « Wierzchowina trzeciorzędowa ». Les terrains de Krosno et ses environs sont situés géologiquement sur le flysch de Karpaty (en français Carpates), et composés de roches feuilletées, de grès, de conglomérats, de javeaux. Cette structure est bien visible dans les vallées de Wisłok  (Sieniawa), de Jasiołka (Szczepańcowa et Zboiska), ainsi que des éboulements et des terrains issus du grès (« Prządki » à Czarnorzeki). 

### La flore et la faune
Sur les terrains de Krosno et de ses environs il y a de moins en moins de forêts. Parmi les espèces d’arbres, on peut encore trouver: hêtres, charmes, épicéas, sapins, ifs, chênes, érables, tilleuls, cerisiers, sycomores.
Dans ses environs, ainsi que dans toute la région, se trouve « Czarnorzecko-Strzyżowski Park Krajobrazowy », dont font partie les réserves naturelles de « Prządki », de « Cisy w Malinówce », de « Cisy Kretówki » et de « Jaśliski Park Krajobrazowy ». Parmi les monuments de la nature, il faut mentionner un chêne de mille ans, qui se trouve dans le village de Węglówka. Grâce à des conditions favorables, ce territoire possède une faune variée : loups, renards, cerfs, sangliers ; les lynx et les chats sauvages sont plus rares.

## Histoire
Les plus anciennes traces de l’homme sur la région de Krosno proviennent du paléolithique (8000-4000 ans av. J.-C.). Dès le VIIIe siècle ces terres furent habitées par la tribu de Lędzianie qui au IXe siècle entrèrent en possession de Morawy Wielkie (en français Moravie) , ensuite de l’actuelle République tchèque (historiquement la région de Bohême) pour finalement devenir une partie de Pologne. Du Xe au XIIIe siècle, Krosno se trouva en zone frontalière entre la Pologne et l'état de Kiev et son sort dépendit de la situation politique. Cette ville et ses environs se trouvèrent finalement au sein de la Pologne aux années 1340-1349, après avoir intégré les terrains de Ruś Halicka (en français Ruthénie rouge) par le roi Casimir III. Alors, celui-ci conféra les droits municipaux à Krosno et à Jaśliska. Krosno devint un important centre du commerce, situé auprès d’une route magyare, fréquemment utilisée.
Quelques dates importantes pour Krosno :
- 1282 : première mention de Krosno ; dans un document de Lech II le Noir, le prince de Cracovie, Krosno est nommé comme une des 34 possessions d’épiscopat ;
- vers 1300 : construction du premier bâtiment sacré à Krosno ;
- moitié du XIVe siècle : le roi de Pologne Casimir III accorde l'autonomie urbaine à Krosno — droit de Magdebourg ;
- 1403 : la chambre des métiers de Krosno reçoit les statuts qui constituaient uns des plus anciens documents de métiers entretenus en Pologne ;
- 1461 : le roi Casimir IV Jagellon permet la construction d’un aqueduc en bois qui prend de l’eau à la rivière de Lubatówka et la distribue en ville ; cet aqueduc fonctionne jusqu’au début du XIXe siècle ;
- 1482 : Krosno est ravagé par une épidémie ;
- XVIe siècle : période d’un grand épanouissement pour la ville, enceinte, comme peu de villes en Pologne, par la double chaîne des murs municipaux ; Krosno est un important centre de commerce, notamment de la draperie et du vin magyar ; Krosno conta à peu près quatre mille habitants ;
- 1618 : un paysage de Krosno est inséré dans l’œuvre de G. Braun et de Franz Hogenberg intitulée Civitates orbis terrarum ;
- XVIIIe siècle : période de déclin pour la ville : liquidation des murs municipaux qui engendre le déclin du commerce et de l’artisanat ;
- 1772 : Krosno est occupée par les Autrichiens à la suite de la première partition de la Pologne  ;
- 1867 : création du district de Krosno ; la ville est agrandie par les terrains de la campagne de Guzikówka ;
- 1905 : mise en service de la raffinerie de pétrole ;
- 1920 : construction des verreries (actuellement Krośnieńskie Huty Szkła) ; Krosno devient l’un des plus importants centres de l’industrie de verre en Pologne ;
- 1928 : ouverture de l'aéroport de Krosno ;
- 8 septembre 1939 : Krosno est occupé par l'armée allemande ;
- 11 septembre 1944 : Krosno est délivrée par l’armée soviétique ;
- 30 juin 1975 : à la suite d'une réforme administrative de la Pologne, le district de Krosno est supprimé ; Krosno devient la capitale de la nouvelle voïvodie de Krosno ;
- 10 juin 1997 : le pape Jean-Paul II canonise le bienheureux Jean de Dukla pendant la messe à l’aéroport de Krosno ; il y bénit deux églises : de Saint-Pierre et de Saint-Jean de Dukla ;
- 1er janvier 1999 : la réforme administrative du pays supprime la voïvodie de Krosno qui obtient les droits du district auquel fait partie neuf communes des environs ;
- 15 août 2005 : inauguration du monument de Józef Piłsudski ;
- 8 janvier 2006 : XIVe final voïvodique de Wielka Orkiestra Świątecznej Pomocy[3] ;

## Politique et administration
| Portrait                                                        | Identité                                 | Période | Période  | Durée  | Étiquette |
| Portrait                                                        | Identité                                 | Début   | Fin      | Durée  | Étiquette |
| --------------------------------------------------------------- | ---------------------------------------- | ------- | -------- | ------ | --------- |
| Pas de portrait sous licence libre disponible pour Roman Zimka. | Roman Zimka (d) (né le 17 novembre 1961) | 1994    | 2002     | 8 ans  |           |
| Piotr Przytocki, 10 avril 2013.                                 | Piotr Przytocki (d) (né le 15 août 1957) | 2002    | En cours | 23 ans |           |

## Jumelages
La ville de Krosno est jumelée avec :
- Edewecht (Allemagne) depuis 1996
- Sátoraljaújhely (Hongrie) depuis le 26 août 2006
- Zalaegerszeg (Hongrie) depuis le 3 mai 2000
- Oujhorod (Ukraine) depuis le 12 mars 2008
- Sárospatak (Hongrie) depuis le 25 août 2007
- Košice (Slovaquie)
- Priverno (Italie)
- Svidník (Slovaquie)
- Tokaj (Hongrie)
- Uherské Hradiště (Tchéquie)

## Personnalités
- Seweryn Bieszczad (1852-1923), peintre mort à Krosno.
- Paweł Zygmunt (1972-), patineur de vitesse polonais, né à Krosno.
- Decapitated, groupe de Death Metal de la ville.
- Władysław Gomułka (1905-1982), dirigeant communiste polonais.